# Grand Prix Formule 1 van Nederland 1976
De Grand Prix Formule 1 van Nederland 1976 werd verreden op 29 augustus op het circuit van Zandvoort. Het was de twaalfde race van het seizoen.

## Uitslag
| Pos. | Nr. | Coureur                  | Constructeur       | Rondes | Tijd / Oorzaak uitval | Grid | Punten |
| ---- | --- | ------------------------ | ------------------ | ------ | --------------------- | ---- | ------ |
| 1    | 11  | James Hunt               | McLaren-Ford       | 75     | 1:44:52.09            | 2    | 9      |
| 2    | 2   | Clay Regazzoni           | Ferrari            | 75     | + 0.92                | 5    | 6      |
| 3    | 5   | Mario Andretti           | Lotus-Ford         | 75     | + 2.09                | 6    | 4      |
| 4    | 16  | Tom Pryce                | Shadow-Ford        | 75     | + 6.94                | 3    | 3      |
| 5    | 3   | Jody Scheckter           | Tyrrell-Ford       | 75     | + 22.46               | 8    | 2      |
| 6    | 9   | Vittorio Brambilla       | March-Ford         | 75     | + 45.03               | 7    | 1      |
| 7    | 4   | Patrick Depailler        | Tyrrell-Ford       | 75     | + 56.28               | 14   |        |
| 8    | 19  | Alan Jones               | Surtees-Ford       | 74     | + 1 Ronde             | 16   |        |
| 9    | 12  | Jochen Mass              | McLaren-Ford       | 74     | + 1 Ronde             | 15   |        |
| 10   | 17  | Jean-Pierre Jarier       | Shadow-Ford        | 74     | + 1 Ronde             | 20   |        |
| 11   | 38  | Henri Pescarolo          | Surtees-Ford       | 74     | + 1 Ronde             | 22   |        |
| 12   | 25  | Rolf Stommelen           | Hesketh-Ford       | 72     | + 3 Ronden            | 25   |        |
| NF   | 22  | Jacky Ickx               | Ensign-Ford        | 66     | Elektrisch probleem   | 11   |        |
| NF   | 39  | Boy Hayje                | Penske-Ford        | 63     | Aandrijving           | 21   |        |
| NF   | 8   | Carlos Pace              | Brabham-Alfa Romeo | 53     | Olielek               | 9    |        |
| NF   | 26  | Jacques Laffite          | Ligier-Matra       | 53     | Olielek               | 10   |        |
| NF   | 10  | Ronnie Peterson          | March-Ford         | 52     | Oliedruk              | 1    |        |
| NF   | 24  | Harald Ertl              | Hesketh-Ford       | 49     | Spin                  | 24   |        |
| NF   | 28  | John Watson              | Penske-Ford        | 47     | Versnellingsbak       | 4    |        |
| NF   | 27  | Larry Perkins            | Boro-Ford          | 44     | Ongeluk               | 19   |        |
| NF   | 30  | Emerson Fittipaldi       | Fittipaldi-Ford    | 40     | Elektrisch probleem   | 17   |        |
| NF   | 7   | Carlos Reutemann         | Brabham-Alfa Romeo | 11     | Koppeling             | 12   |        |
| NF   | 6   | Gunnar Nilsson           | Lotus-Ford         | 10     | Ongeluk               | 13   |        |
| NF   | 34  | Hans Joachim Stuck       | March-Ford         | 9      | Motor                 | 26   |        |
| NF   | 18  | Conny Andersson          | Surtees-Ford       | 9      | Motor                 | 18   |        |
| NF   | 20  | Arturo Merzario          | Wolf-Ford          | 5      | Ongeluk               | 23   |        |
| NQ   | 40  | Alessandro Pesenti-Rossi | Tyrrell-Ford       |        |                       |      |        |

## Statistieken
| Pole-position | Ronnie Peterson | March-Ford | 1:21.31 |
| Snelste ronde | Clay Regazzoni  | Ferrari    | 1:22.59 |

## Noot
- Dit was het debuut van de Nederlandse coureur Boy Hayje en de Zweedse coureur Conny Andersson.
- Honderdste Grand Prix-start voor Jacky Ickx. Daarmee was Ickx de zevende coureur die minstens honderd Grands Prix had gereden.
- Dit was de derde podiumplaats voor Mario Andretti, 78 Grands Prix na zijn tweede en vorige podiumplaats tijdens de Grote Prijs van Zuid-Afrika van 1971. Hiermee vestigde Andretti een nieuw record voor de grootste tijdspanne tussen twee podiumplaatsen. Hij 'verbrak' het oude record van Jackie Oliver die 61 Grands Prix - tussen de Grote Prijs van Mexico van 1968 en de Grote Prijs van Canada van 1973 - moest wachten tot zijn volgende podiumplaats. Dit was tevens de honderdste podiumplaats voor een Amerikaanse coureur.
- Vijfde Grand Prix-winst voor James Hunt.

1948 · 1949 · 1950 · 1951 · 1952 · 1953 · 1955 · 1958 · 1959 · 1960 · 1961 · 1962 · 1963 · 1964 · 1965 · 1966 · 1967 · 1968 · 1969 · 1970 · 1971 · 1973 · 1974 · 1975 · 1976 · 1977 · 1978 · 1979 · 1980 · 1981 · 1982 · 1983 · 1984 · 1985 · 2020 · 2021 · 2022 · 2023 · 2024 · 2025  · 2026
Als eretitel: 1923 (Italië) · 1924 (Frankrijk) · 1925 (België) · 1926 (San Sebastián) · 1927 (Italië) · 1928 (Italië) · 1930 (België) · 1947 (België) · 1948 (Zwitserland) · 1949 (Italië) · 1950 (Groot-Brittannië) · 1951 (Frankrijk) · 1952 (België) · 1954 (Duitsland) · 1955 (Monaco) · 1956 (Italië) · 1957 (Groot-Brittannië) · 1958 (België) · 1959 (Frankrijk) · 1960 (Italië) · 1961 (Duitsland) · 1962 (Nederland) · 1963 (Monaco) · 1964 (Groot-Brittannië) · 1965 (België) · 1966 (Frankrijk) · 1967 (Italië) · 1968 (Duitsland) · 1972 (Groot-Brittannië) · 1973 (België) · 1974 (Duitsland) · 1975 (Oostenrijk) · 1976 (Nederland) · 1977 (Groot-Brittannië)
Als alleenstaande race: 1983 · 1984 · 1985 · 1993 · 1994 · 1995 · 1996 · 1997 · 1999 · 2000 · 2001 · 2002 · 2003 · 2004 · 2005 · 2006 · 2007 · 2008 · 2009 · 2010 · 2011 · 2012 · 2016